# Ailly-sur-Noye
Ailly-sur-Noye és un municipi francès, situat al departament del Somme i a la regió dels Alts de França. L'any 1999 tenia 2.643 habitants.

## Situació
Ailly es troba al sud del Somme, a només deu quilòmetres de l'Oise. Està situada a la carretera departamental D7 entre Amiens i Montdidier. Es troba en una vall, en una posició molt més baixa que la de pobles propers com Jumel, Chirmont o Chaussoy-Epagny. El riu Noye travessa la ciutat.

## Administració
Ailly-sur-Noye és la capital del cantó d'Ailly-sur-Noye, que al seu torn forma part del districte de Montdidier. L'alcalde de la ciutat és Freddy Verecque (2001-2008).

## Llocs d'interès

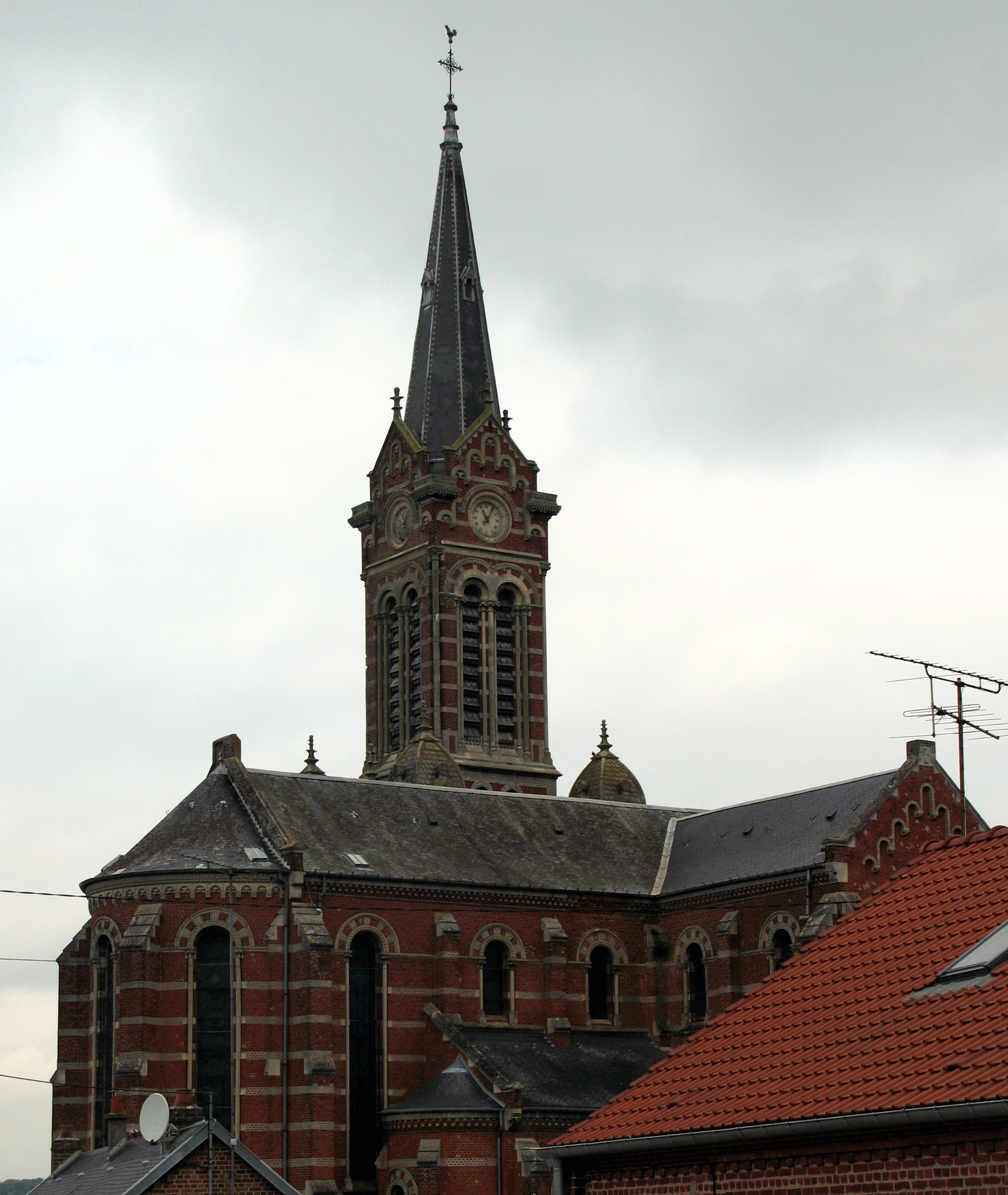
L'església vista en arribar de Montdidier

L'església d'Ailly és una de les més boniques de la regió, amb un estil molt propi de la zona. D'altra banda, té un espectacle de so i llum que narra la vida dels picards des de la Gàl·lia fins a la Segona Guerra Mundial, que ja han vist més de 450.000 espectadors. També hi ha un llac on hi ha ànecs i oques i que és un lloc de lleure pels habitants d'Ailly.